# 圣布拉什-杜斯马图什 (米纳-杜布加柳)
圣布拉什-杜斯马图什是葡萄牙埃武拉区的一个堂区。总面积72.66平方公里，2001年总人口412人，人口密度5.7人/平方公里。